# Аллегені Тауншип (округ Батлер, Пенсільванія)
Аллегені Тауншип (англ. Allegheny Township) — селище (англ. township) в США, в окрузі Батлер штату Пенсільванія. Населення — 620 осіб (2020).

## Демографія
Згідно з переписом 2010 року, у селищі мешкала 641 особа в 229 домогосподарствах у складі 164 родин. Було 309 помешкань
Расовий склад населення:
| - 86,9 % — білих - 11,5 % — чорних або афроамериканців - 0,6 % — азіатів |

До двох чи більше рас належало 0,9 %. Частка іспаномовних становила 1,7 % від усіх жителів.
За віковим діапазоном населення розподілялося таким чином: 27,1 % — особи молодші 18 років, 59,0 % — особи у віці 18—64 років, 13,9 % — особи у віці 65 років та старші. Медіана віку мешканця становила 36,5 року. На 100 осіб жіночої статі у селищі припадало 129,7 чоловіків;  на 100 жінок у віці від 18 років та старших — 130,0 чоловіків також старших 18 років.
Середній дохід на одне домашнє господарство  становив 49 221 долар США (медіана — 39 338), а середній дохід на одну сім'ю — 59 810 доларів (медіана — 55 893). За межею бідності перебувало 16,2 % осіб, у тому числі 27,7 % дітей у віці до 18 років та 11,3 % осіб у віці 65 років та старших.
Цивільне працевлаштоване населення становило 261 особа. Основні галузі зайнятості: виробництво — 26,1 %, освіта, охорона здоров'я та соціальна допомога — 18,8 %, роздрібна торгівля — 14,2 %, транспорт — 13,4 %.